# Death rock
Il death rock o deathrock è un sottogenere del punk rock che include elementi horror e che si è sviluppato originariamente nella costa orientale degli Stati Uniti durante i tardi anni settanta.

## Caratteristiche
Le canzoni sono caratterizzate tipicamente da giri di accordi semplici, chitarre ripetitive, basso potente e ritmo di batteria in 4/4. Spesso chitarre e tastiere sono accostate ad altri strumenti come i sintetizzatori. I testi sono in genere introspettivi, surreali, angoscianti, paranormali e trattano temi cupi come la morte e la depressione. Spesso inoltre le canzoni sono influenzate dai film horror e di fantascienza, e dal punto di vista musicale ciò comporta l'introduzione di elementi rockabilly e surf rock. Spesso inoltre risalta la voce sulla parte strumentale, dal momento che i cantanti death rock sono spesso caratterizzati da timbri vocali particolari e da una forte presenza scenica.

## Origine del termine
Il termine death rock fu utilizzato inizialmente negli anni cinquanta per riferirsi ad un sottogenere tematico del rock and roll iniziato nel 1958 con Endless Sleep di Jody Reynolds e terminato attorno al 1964 con Last Kiss di J. Frank Wilson. Le canzoni appartenenti a questo filone trattavano di adolescenti morti precocemente, ed erano caratterizzati da una visione romantica della morte, da parti parlate e da effetti sonori. Probabilmente Leader of the Pack dei The Shangri-Las è l'esempio più noto dell'utilizzo del termine death rock negli anni cinquanta e sessanta.
Il termine deathrock tornò ad essere utilizzato quindici anni più tardi, attorno al 1979 per descrivere la musica di vari gruppi punk degli Stati Uniti occidentali. Ad oggi è incerto chi utilizzò per primo il termine in questo ambito: per alcuni fu Rozz Williams dei Christian Death, che etichettò la musica della sua band come death rock, per altri la stampa musicale che riutilizzò il termine per riferirsi ad un nuovo sottogenere del punk, per altri ancora il regista Nick Zedd nel suo film They Eat Scum del 1979, in cui appariva un immaginario gruppo death rock chiamato Suzy Putrid and the Mental Deficients.

## Storia

### Inizi
Il deathrock nacque nei tardi anni settanta negli USA come derivazione della precedente scena punk e del nascente hardcore di Los Angeles. La scena death rock più attiva era certamente quella di Los Angeles, capitanata da The Flesh Eaters, Kommunity FK, 45 Grave, Christian Death, The Gun Club, Super Heroines, Pompeii 99, Voodoo Church, Burning Image e Radio Werewolf. Il genere era presente anche in altre città della parte occidentale degli USA, come Fallon nel Nevada, che diede i natali ai Theatre of Ice, e Phoenix, patria dei Mighty Sphincter.
Questi primi esponenti del genere furono influenzati dal primo punk, a cui aggiunsero testi cupi ispirati dai film horror e noir, dal surrealismo e dall'iconografia religiosa. Altri gruppi, tra cui TSOL e Burning Image fusero hardcore punk e gothic rock.
Tuttavia questi gruppi all'epoca non furono considerati come appartenenti ad un nuovo sottogenere del punk, ma solamente come gruppi punk con qualche elemento dark, e non come un movimento autonomo. Per questo motivo al tempo i complessi death rock suonavano negli stessi locali frequentati dalle band punk, hardcore e new wave.

### Anni '80
Nello stesso periodo della nascita del death rock negli USA, si svilupparono autonomamente nuovi sottogeneri di punk e Post-punk nel Regno Unito.
Attorno al 1982 si formò una serie di gruppi post-punk più cupi e dark, influenzati dal punk e dai primi gruppi post-punk come UK Decay, Killing Joke e Theatre of Hate. Tra questi complessi si distinguevano Sex Gang Children e Southern Death Cult, che furono definiti positive punk dalla stampa musicale inglese per distinguerli dai sottogeneri più nichilisti del punk come UK 82 e oi!. Questi gruppi si caratterizzavano per il ritmo di batteria tribale, voce molto alta, chitarre distorte e per l'utilizzo del basso come strumento-guida del ritmo, oltre che per uno stile visivo che fondeva l'apparenza scenica del glam rock con quella dei primi gruppi gothic rock, con painted face e creste da mohicano. Altri gruppi simili erano Ausgang, Inca Babies e Bone Orchard, influenzati anche dai The Birthday Party.
Nel 1983, un movimento collegato a questi gruppi si stava sviluppando al club Batcave, che inizialmente ospitava artisti glam rock e new wave. Due fra i gruppi orbitanti attorno a questo locale, Specimen e Alien Sex Fiend, svilupparono un proprio stile influenzato dall'horror, distinguendosi dal resto dei complessi glam e post-punk. Sempre nel 1983, i Gun Club suonarono vari live in Europa, così come i Christian Death; in questo modo la scena gothic rock britannica e la scena death rock statunitense vennero in contatto ed iniziarono ad influenzarsi reciprocamente.
Nel 1984, il termine positive punk non era più utilizzato, e i gruppi del Batcave che così erano stati definiti, oltre ad alcuni gruppi di Leeds, come The Sisters of Mercy, March Violets e Red Lorry Yellow Lorry erano tutti considerati gothic o gothic rock. Nello stesso anno, il gruppo death rock californiano Kommunity FK si imbarcò in un tour con il complesso gothic rock inglese Sex Gang Children, e l'anno successivo con gli Alien Sex Fiend. In quegli anni iniziarono a formarsi altri gruppi death rock, influenzati maggiormente dalla scena inglese, come Samhain, Gargoyle Sox, Shadow of Fear e Holy Cow. Una scena piuttosto fertile si sviluppò a New York, grazie a Scarecrow, Of a Mesh, Fahrenheit 451, The Naked and the Dead, Brain Eaters, The Children's Zoo, The Plague e The Ochrana.

### Revival
Tra la fine degli anni '80 e la prima metà degli anni '90 la scena death rock mondiale conobbe una fase di stallo, a causa dello scioglimento o del cambio di indirizzo musicale di alcuni dei capostipiti come Christian Death e 45 Grave, e dell'assenza di nuove formazioni. Tuttavia alla fine degli anni '90 iniziò a svilupparsi un revival nella California meridionale: nel 1998 a Long Beach, i proprietari di un bar locale, il Que Sera, chiesero a Jeremy "Jermz" Meza e ad altri di organizzare una notte di Halloween secondo lo stile gothic rock old school. Dopo il successo di questo evento, la situazione cambiò e il bar divenne un ritrovo di deathrockers, rinominandosi Release the Bats e divenendo un punto focale per la rinascente scena death rock californiana.
Il revival che si sviluppò, e che prosegue tutt'oggi, è molto simile alle prime scene death rock di Los Angeles e Londra, ma più diversificata in USA, Regno Unito e Europa. Tra i gruppi che guidano questo revival si distinguono Ex-VoTo, Cinema Strange, The Mescaline Babies, Bloody Dead and Sexy, Chants of Maldoror, The Brides, Antiworld, Cult of the Psychic Fetus e Tragic Black. Recentemente sono anche nati siti internet dedicati al death rock, come deathrock.com e postpunk.com, oltre a festival come il Drop Dead Festival, che dà l'opportunità a piccole band death rock di avere una maggiore esposizione.
Recentemente si è sviluppato un piccolo movimento collegato al death rock, denominato Lo-fi goth, che è considerato da alcuni una nuova evoluzione del gothic rock.